# Theodebald I
Theodebald I (född 535, död 555) var frankisk, merovingisk kung av Austrasien 548–555. Theobald var son till Theodebert I och Deuteria, och gift med Waldrada av Lombardiet 552.
Theodebald tillträdde tronen endast 13 år gammal och dog utan att lämna efter sig någon tronarvinge. Han överlät sin del av frankerriket till Chlothar I som då blev kung över hela Gallien. 